# Mumintrollet
Mumintrollet, Mumin, är en litterär figur skapad av den finlandssvenska författaren och bildkonstnären Tove Jansson och introducerad 1945 i boken Småtrollen och den stora översvämningen. Mumintrollet är ett ungt, manligt mumintroll som har huvudrollen i de flesta av böckerna och filmatiseringarna om Muminvärlden. Han är enda son till Muminmamman och Muminpappan som tillsammans bor i ett stort flervåningshus i Mumindalen.

## Bakgrund
Mumintrollet tecknades som figur första gången 1943 i den finlandssvenska satirtidningen Garm men kallades då för Snork. Figuren var i tidiga versioner helsvart med öppet gap och röda ögon, sprungen ur de "urdjävliga krigsåren". Nosen var även smal och liknades nästan vid en näbb. 1945 tog Jansson seriens signaturfigur till den första Muminboken, Småtrollen och den stora översvämningen, under det nya namnet Mumintrollet som samtidigt fick en tjockare, vit kropp, korta ben och flodhästliknande näsa.

## Personlighet
Mumintrollet är till sin natur vänfast, äventyrlig och intresserad av det mesta, men samtidigt ganska ängslig av sig och vågar sällan ge sig ut på äventyr på egen hand. Han är även väluppfostrad och artig men dock lite smått naiv. Han lever sitt liv lyckligt nyfiket och ser på världen med en känsla av hänförelse inför enkla saker som att plocka fina stenar eller snäckskal. I Muminböckerna kan man följa hans personlighetsutveckling från en liten pojke som tyr sig till sin mor i Småtrollen och den stora översvämningen till en ung person som börjar bli vuxen och själv vågar ta itu med sin rädsla i Pappan och havet.

## Familj
Mumintrollet är Muminmamman och Muminpappans enda barn och tillsammans bor de i det höga Muminhuset i Mumindalen och utgör tyngdpunkten i berättelserna. I berättelserna förekommer dock aldrig några andra mumintroll, förutom Förfadern som Mumintrollet får träffa i Trollvinter. Mumintrollet har därutöver inga kända släktingar.

## Relationer till vänner och nära
Mumintrollets två närmsta vänner är Sniff (som också är hans första) och Snusmumriken (som är hans allra bästa). Relationen till de två vännerna är ganska olika; när han är på äventyr med fega Sniff får han ofta lugna honom men av Snusmumriken är det Mumintrollet som får ta del av hans kunskap och erfarenheter. Sniff bor tillsammans med Mumintrollet i Muminhuset medan Snusmumriken är mer av en ensling som bor i sitt tält och trivs av att få vara ensam ibland. Under vintern när Muminfamiljen går i ide vandrar Snusmumriken söderut och Mumintrollet oroas ibland av att han inte ska komma tillbaka till våren som han brukar.
Det antyds flera gånger att han är kär i Snorkfröken, som han vid deras första möte räddar från en dödlig växt i Kometen kommer och därefter inleder ett nära förhållande med. Snorkfröken kan ses som hans flickvän även om det aldrig beskrivits så i böckerna. I den japanska animerade TV-serien har dock Snorkfröken en återkommande roll och deras förhållande där är betydligt mer uttalat.

## Röster i film och TV
| År      | Film / serie                 | Röst                                              |
| ------- | ---------------------------- | ------------------------------------------------- |
| 1969    | Mumintrollet                 | Lasse Pöysti                                      |
| 1973    | Jul i Mumindalen             | Börje Ahlstedt                                    |
| 1990–91 | I Mumindalen                 | Rabbe Smedlund (finsk) / Sixten Lundberg (svensk) |
| 1992    | Kometen kommer               | Rabbe Smedlund (finsk) / Sixten Lundberg (svensk) |
| 2010    | Mumintrollet och kometjakten | Jasper Pääkkönen (finsk) / Markus Riuttu (svensk) |